# Nephila robusta
Nephila robusta är en spindelart som beskrevs av Benoy Krishna Tikader 1962. Nephila robusta ingår i släktet Nephila och familjen Nephilidae. Inga underarter finns listade i Catalogue of Life.